# 戴維·湯普森
戴維·约翰·霍华德·湯普森（英語：David John Howard Thompson，1961年12月25日—2010年10月23日）是巴巴多斯总理，在2008年巴巴多斯大选中，带领民主勞動黨（DLP）大胜歐文·亞瑟領導的執政黨巴貝多勞動黨（BLP）。2010年10月23日因胰脏癌辞世，總理之位和議員分別由弗羅因德爾·斯圖亞特及其妻繼承。